# Quatrième circonscription de Tokyo
La quatrième circonscription de Tokyo (東京都第4区, Tōkyō-to dai-yon-ku) est l'une des trente circonscriptions législatives que compte la préfecture métropolitaine de Tokyo.

## Description géographique
Depuis 1994, la quatrième circonscription de Tokyo couvre une partie de l'arrondissement spécial d'Ōta,,,.

## Députés
| Législature | Début de mandat | Fin de mandat | Député élu               | Parti politique | Parti politique |
| ----------- | --------------- | ------------- | ------------------------ | --------------- | --------------- |
| 41e         | 1996            | 1998          | Shōkei Arai (ja)         |                 | SE              |
| 41e         | 1998            | 2000          | Kensaku Morita           |                 | PLD             |
| 42e         | 2000            | 2003          | Kensaku Morita           |                 | SE              |
| 43e         | 2003            | 2005          | Kazuyoshi Nakanishi (ja) |                 | PLD             |
| 44e         | 2005            | 2009          | Masaaki Taira (ja)       |                 | PLD             |
| 45e         | 2009            | 2012          | Norihiko Fujita (ja)     |                 | PDJ             |
| 46e         | 2012            | 2014          | Masaaki Taira            |                 | PLD             |
| 47e         | 2014            | 2017          | Masaaki Taira            |                 | PLD             |
| 48e         | 2017            | 2021          | Masaaki Taira            |                 | PLD             |
| 49e         | 2021            | 2024          | Masaaki Taira            |                 | PLD             |
| 50e         | 2024            | -             | Masaaki Taira            |                 | PLD             |